# Pyrausta hampsoni
Pyrausta hampsoni là một loài bướm đêm trong họ Crambidae.